# Leptophatnus gabunensis
Leptophatnus gabunensis là một loài tò vò trong họ Ichneumonidae.